# Денисова, Анастасия Андреевна
Анастаси́я Андре́евна Дени́сова (род. 17 мая 1985, Москва, РСФСР, СССР) — российская актриса театра и кино, телеведущая, певица, дизайнер, наиболее известна по сериалу «Деффчонки».

## Биография
Анастасия Денисова родилась в Москве 17 мая 1985 года. Отец — бизнесмен, умер в 2015 году, мать — дизайнер-технолог, родители развелись, когда Анастасии было 14 лет. С детства Анастасия посвятила себя творчеству, окончила музыкальную школу, выступала на школьной сцене, пела в хоре, участвовала в различных конкурсах самодеятельности. По окончании школы поступила в ГИТИС на курс Павла Хомского и Валентина Теплякова. Получив диплом в 2006 году, не пошла работать по профессии, а стала секретарём. Через год стала персональным помощником вице-президента компании, и спустя ещё год начала работать менеджером по логистике. В 2012 прошла кастинг и получила одну из главных ролей в сериале «Деффчонки», для которой ей пришлось поправиться на 10 килограммов. В 2014 году приняла участие в благотворительном фильме «В поисках друга».
16 ноября 2013 года стала ведущей телепроекта «Дурнушек.net» на ТНТ. С сентября 2016 года была одной из участников проекта «Киношоу» на НТВ.
Её биография (наряду с биографиями шести других актёров и актрис) стала составной частью спектакля «Вне театра/А что, если я не буду?», ставшего участником программы «Russian Case» фестиваля «Золотая маска» 2016. С 2017 года играет в «Театр.doc».
26 августа 2017 года Анастасия открыла творческий центр «Муха music», в котором преподаёт актёрское мастерство.
В 2019 году получила награду «Глянцевая женщина года 2019» в номинации «Актриса сериала» по версии #BLOGGMAGAZINE & FOR RUSSIAN WOMAN.
В ноябре 2019 года выпустила сингл «На поле боя» под псевдонимом Palna. Участник питч-сессии на «Форуме добровольцев Ямала». В марте 2020 года провела мастер-класс на фестивале «Вам, любимые». В мае запустила акцию «Кадры Победы» в социальной сети «ВКонтакте».
В 2022 году поступила в магистратуру Института кино Высшей школы экономики на режиссёра. 20 июня 2022 года дебютировала с режиссёрской работой «Доверие» в фестивале короткометражного кино «Короче».

## Личная жизнь
В 2004 году родила сына Юрия. В 2015 году усыновила своего сводного брата Андрея, в связи с гибелью отца. 17 мая 2015 года вышла замуж за оператора Богдана Осыка. В декабре 2023 года пара сообщила о разводе.

## Театральные работы[42]
- «Братья Карамазовы» — Лиза[9]
- «Вне театра/А что, если я не буду?»[25]
- «Женитьба в коммуналке, или Комедия советских времён»
- «Жениха любой ценой»
- «Кристина»
- «Пора по парам»
- «Святое семейство» — Луиза
- «Краткая история русского инакомыслия»
- «Без границ»[43]
- «Люди добрые» — Елена Альшанская; Анна Ривина[44]
- «Служебные страсти, или Любовь по графику» — Калугина, Рыжова

## Фильмография
| Год               | Название                    | Роль                            |
| ----------------- | --------------------------- | ------------------------------- |
| 2012 — 2018, 2022 | «Деффчонки»                 | Катя «Пална» Швиммер            |
| 2014              | «Девушка средних лет»       | Алла, подруга Ксюши             |
| 2014              | «В поисках друга»           | продавщица                      |
| 2015              | «Гражданка Катерина»        | Зина, шеф-повар                 |
| 2019              | «Любовь с доставкой на дом» | Анна Шмелева                    |
| 2020              | «Смотри как я»              |                                 |
| 2024              | «Зонтик для подруг»         | Надя                            |
| 2024              | «Все средства хороши»       | Даша                            |
| 2024              | «Гудбай»                    | Лидия Алексеевна, учитель химии |

## Песни
- «Дом»
- «Олег — нормальное имя» (совместно с группой «Олег»)
- #будьвплюсе
- «На поле боя»
- «Мой кислород»

## Видеоклипы
| Год  | Название      | Режиссёр     |
| ---- | ------------- | ------------ |
| 2018 | «Дом»         | Богдан Осыка |
| 2019 | «На поле боя» |              |

## Участие в фестивалях
- фестиваль «Амурская осень» (2016[48], 2021[49], 2023[50])
- детский кинофестиваль «Алые паруса» (ежегодно)[1][51][52][53]
- IV детский фестиваль Little Top Model of Russia[54]
- кинофестиваль «Провинциальная Россия»[55]
- «Russian Case» фестиваля «Золотая маска» 2016[25]